# محمد ساري
محمد ساري (بالتركية: Mehmet Sarı)‏, (ولد: 10 مايو 1968, نسيب في غازي عينتاب, تركيا) سياسي تركي. ونائب سابق في البرلمان التركي لأكثر من دورة ممثلا عن حزب العدالة والتنمية.